# Garrulus
Genre
Le genre Garrulus regroupe trois espèces de geais appartenant à la famille des Corvidae. Ces trois espèces vivent en Eurasie et sont omnivores.

En latin, garrulus signifie « bavard ».

## Liste des espèces
D'après la classification de référence du Congrès ornithologique international (ordre phylogénique) :
- Garrulus glandarius (Linnaeus, 1758) — Geai des chênes
- Garrulus lanceolatus Vigors, 1831 — Geai lancéolé
- Garrulus lidthi Bonaparte, 1850 — Geai de Lidth

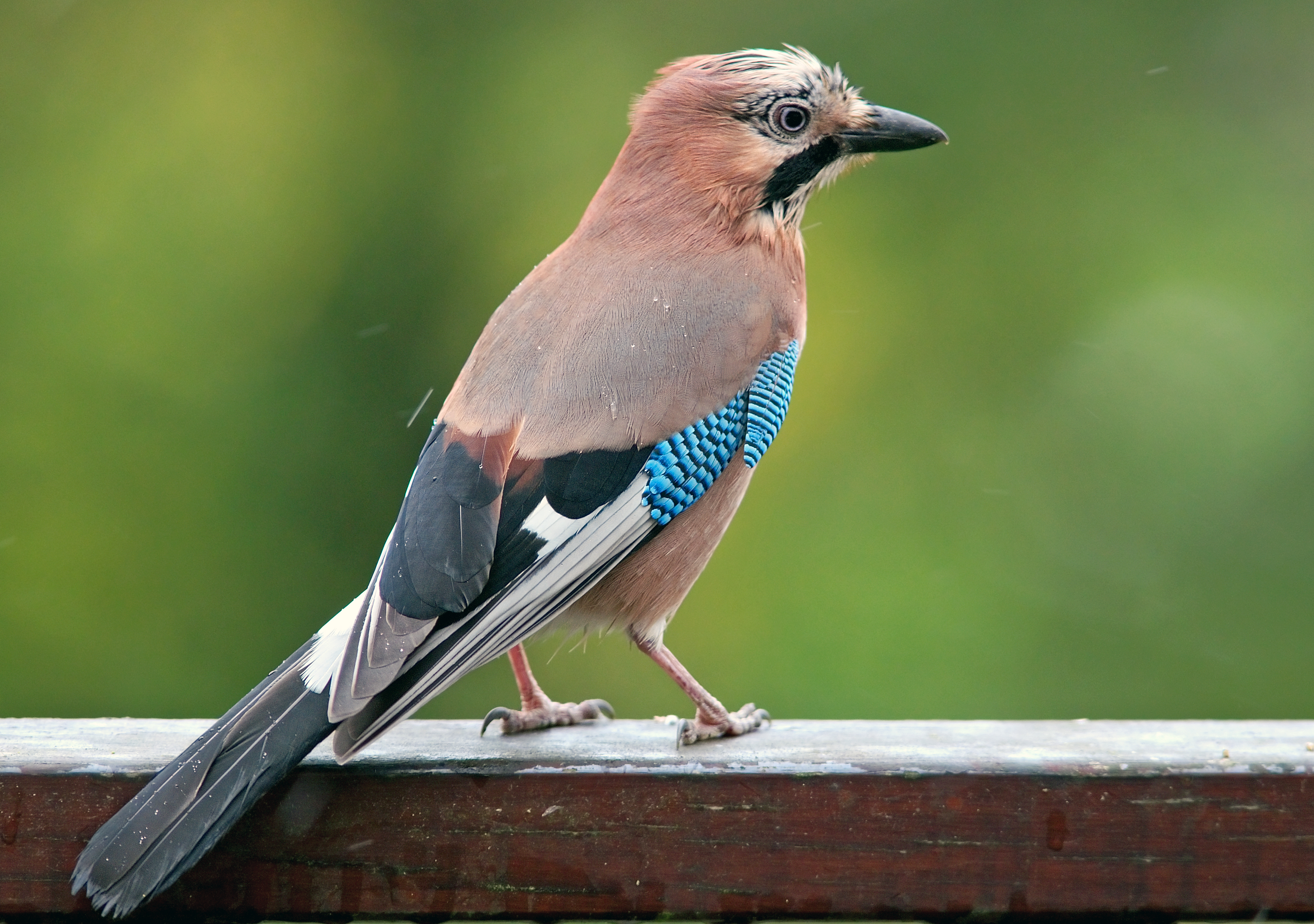
Garrulus glandarius
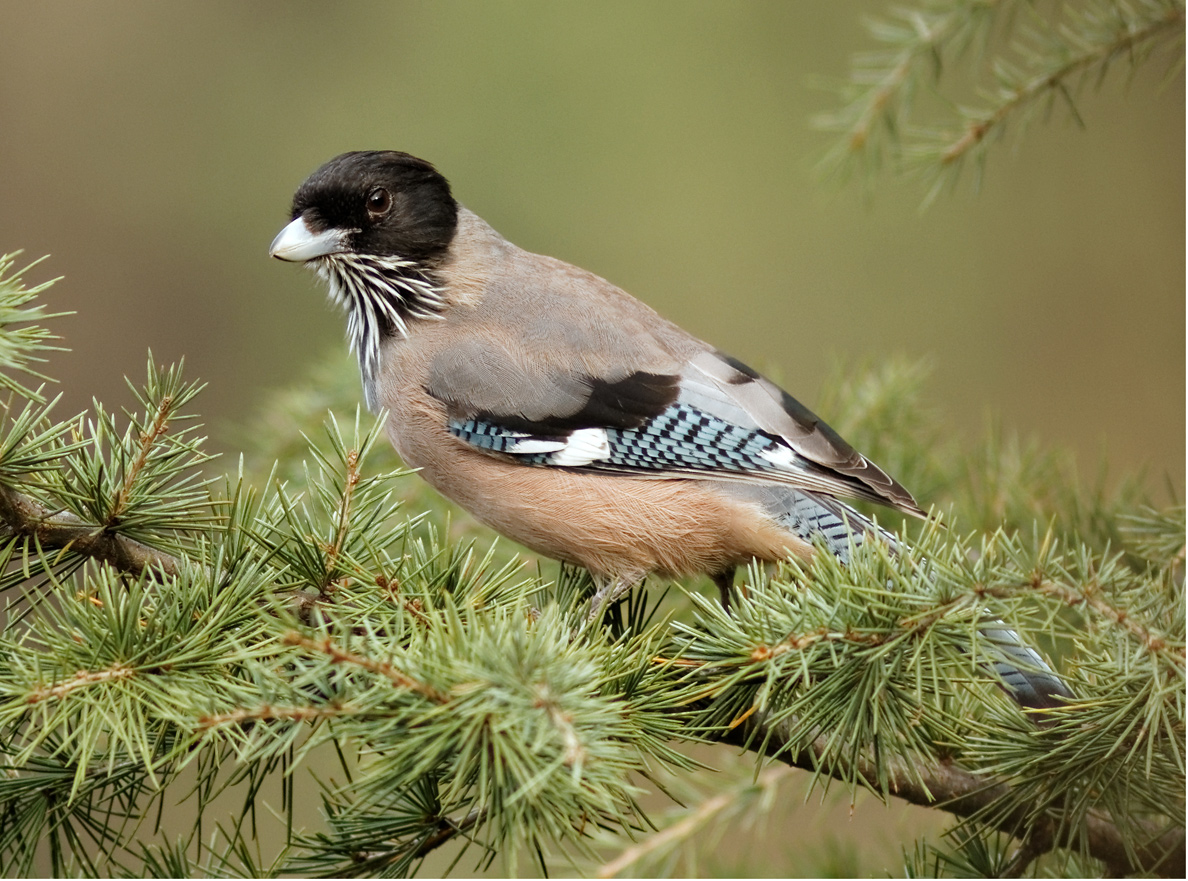
Garrulus lanceolatus
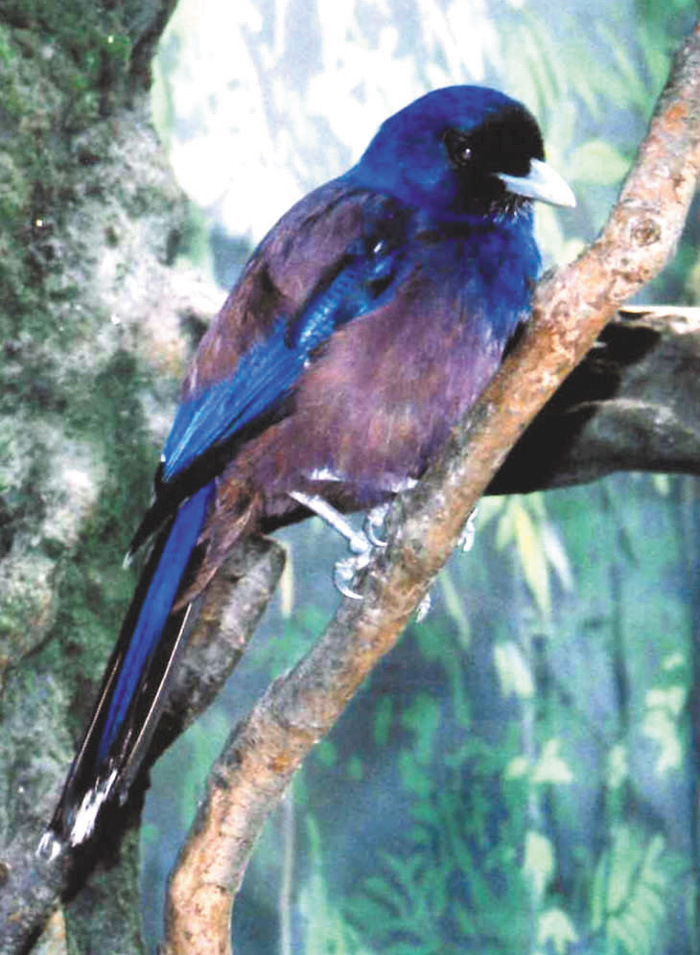
Garrulus lidthi